# Irvine (circonscription du Parlement d'Écosse)
Pour les articles homonymes, voir Irvine.
Irvine dans le Ayrshire était un Burgh royal qui a élu un Commissaire au Parlement d'Écosse et à la Convention des États.
Après les Actes d'Union de 1707, Irvine, Ayr, Campbeltown, Inveraray et Rothesay ont formé le district de Ayr, envoyant un membre à la Chambre des communes de Grande-Bretagne.

## Liste des commissaires de burgh
- 1579–87: Hugh Campbell[1]
- 1648: Robert Brown [2]
- 1649–51: Robert Barclay [2]
- 1661: Alan Dunlop le jeune de Craig, provost[3]
- 1665 convention, 1667 convention, 1669: Robert Cunningham, provost (died c.1670) [4]
- 1673–74: Arthur Hamilton, town clerk [5]
- 1678 convention: John Montgomerie le jeune de Bench, marchand-bourgeois [6]
- 1685–86: George Leslie, bailli [7]
- 1689 convention, 1689–1702: Alexander Cuninghame de Chirrislands [8]
- 1702–05: Alexander Cunynghame de Collellan (mort vers 1705)[9]
- 1705–07: George Monro, bailli [9]